# 良暹
良暹（日语：／ Ryōzen */?，998年—1060年代）是日本平安時代中期僧人和歌人，釋教三十六歌仙和《百人一首》歌人之一，有31首作品收錄於敕撰和歌集。

## 生平
《和歌大辭典》指出有說法主張良暹之父是源道濟，小町谷照彥則認為是延曆寺的僧人，而按《後拾遺和歌集》勘物記載，其母為藤原實方家中的童女白菊，另有一妹，她在藤原通俊編撰《後拾遺集》時，將良暹的家集送到二條太皇太后宮大貳處，家集本身則已經散佚。生卒日期方面，按《二條太皇太后宮大貳集》記載，由於他自12歲開始直至67歲為止，仿效能因每年在七夕時創作和歌，因此推測他死於67歲或68歲，《和歌大辭典》估計他生於長德4年（998年），死於康平7年（1064年）前後，稻賀敬二認為他死於治曆2年（1066年）之後，《和歌文學大辭典》則稱有說法主張他在延久元年（1069年）時死去，享年約67歲或68歲，蘆田耕一持同樣的觀點，同時主張他生於長保5年（1003年）。經歷方面，良暹是延曆寺的僧人，亦曾經擔任祇園別當，後來在大原隱居，晚年則居於雲林院，按《袋草紙》記載，源俊賴在經過其舊居時特意下馬，另按《山家集》記載，西行也曾經到訪其在大原的舊居。此外，《東寺百合文書》有關於其代代相傳的田地的記載。

### 和歌
良暹總共有31首和歌收錄於敕撰和歌集，其中一首同時入選《千載和歌集》與《新後拾遺和歌集》，初次收錄的《後拾遺集》佔了其中的14首，在僧侶歌人中僅次於道命以及能因，歌風是在淡然率直的曲調中滲入淡泊的雅緻，與能因的世界觀共通，按《俊賴髓腦》記載，他的上句沒有人能夠接下去。歌合方面，他先後出席了在長曆2年9月13日（1038年10月13日）舉行的權大納言師房歌合、長久2年2月12日（1041年3月16日）舉行的弘徽殿女御生子歌合、永承3年（1048年）春天舉行的鷹司殿倫子百和香歌合、永承5年（1050年）11月舉行的修理大夫俊綱歌合、永承6年5月5日（1051年6月15日）舉行的內裏根合以及某年通宗歌合。此外，他與橘俊綱也關係友好，經常前往他在伏見的宅邸，與津守國基、橘為仲、素意、源經賴、源俊賴和赤染衛門等人也有交流。另外，《袋草紙》也記載了有關於他與懷圓對於和歌的爭論以及其剽竊或篡改他人和歌當成自己的作品的軼事，而其編著的私撰和歌集《良暹打聞》雖然見於《和歌色葉》以及《古來風體抄》等文獻，但是現已散佚，佚文中的11首和歌則見於《和歌一字抄》。

## 百人一首
- 《小倉百人一首》
良暹法師
菱川師宣繪本
- 《小倉擬百人一首》
良暹法師 石留武助 妹於花
歌川國貞的浮世繪
- 《百人一首內 良暹法師》
歌川國芳的浮世繪

《百人一首》入選作是：
| 《新編國歌大觀》版本 | 全日本歌牌協會版本 | 嵯峨嵐山文華館版本 | 中譯                                        |
| -------------------- | ------------------ | ------------------ | ------------------------------------------- |
|                      |                    |                    | 寂寞門前立 愀然望四方 秋光處處老 暮色正蒼茫 |

這首和歌收錄於《後拾遺和歌集》第四「秋上」，《新編國歌大觀》編號是333，詞書是「題不知」。此歌同時獲藤原定家收錄至《定家八代抄》、《八代集秀逸》和《五代簡要》，此歌末句並不見於《萬葉集》以及三代集，可能是受到《枕草子》初段的影響，在《後拾遺集》突然有7首作品均採用了這句，其後的《金葉和歌集》和《詞花和歌集》則各有一首，緊接的《千載和歌集》也不過僅兩首，直至《新古今和歌集》時急增至16首，寂蓮的《百人一首》入選作也是其中之一，與《新古今集》中被稱為三夕之歌的三首和歌相比（《新編國歌大觀》編號361至363），更早寫成的此歌可以說是奠定了這句後來用於表達寂寞心境的地位。此外，同樣收錄於《後拾遺集》的藤原國房的和歌（《新編國歌大觀》編號1039）與此歌屬於類似贈答歌的關係。另外，北村季吟在其著作《八代集抄》中稱此歌為「後拾遺最佳十首之一」（後拾遺秀歌十首の内也）。
首句的意思是由於寂寞，為第二句的理由，其中是表示理由的格助詞。第二句中的是指良暹自己的住處—位於大原的草庵，整句的意思是離開住處。第三句的意思不僅是眺望，還有表示感到寂寞而胡思亂想及至東張西望的心情的意思，其中的（眺望）是已然形，則是表示順接的肯定用接續助詞。第四句的意思是到處都一樣，表達其寂寞已經無處容身，其中是哪處，（都）是表示強調的係助詞，（一樣）為終止形，四句切。末句的意思是秋天的黃昏啊，採用了體言止，將整首和歌的意境集中於此。

### 註解
1. ↑  良暹的生卒日期存在爭議，參見#生平。
2. ↑  詞書是指該和歌的主題和寫作動機等相關事宜[14]，題不知則是指相關事宜不明，亦有可能是因為沒有記錄的價值而省略掉[15]
3. ↑  三代集是《古今和歌集》、《後撰和歌集》和《拾遺和歌集》的統稱[16]。
4. ↑  贈答歌是指兩人之間互相通過和歌來溝通[17]。
5. ↑  體言止又稱名詞止，是指以名詞來替和歌收筆，從而帶出余韻[20]。